# Pfarrkirche Hard

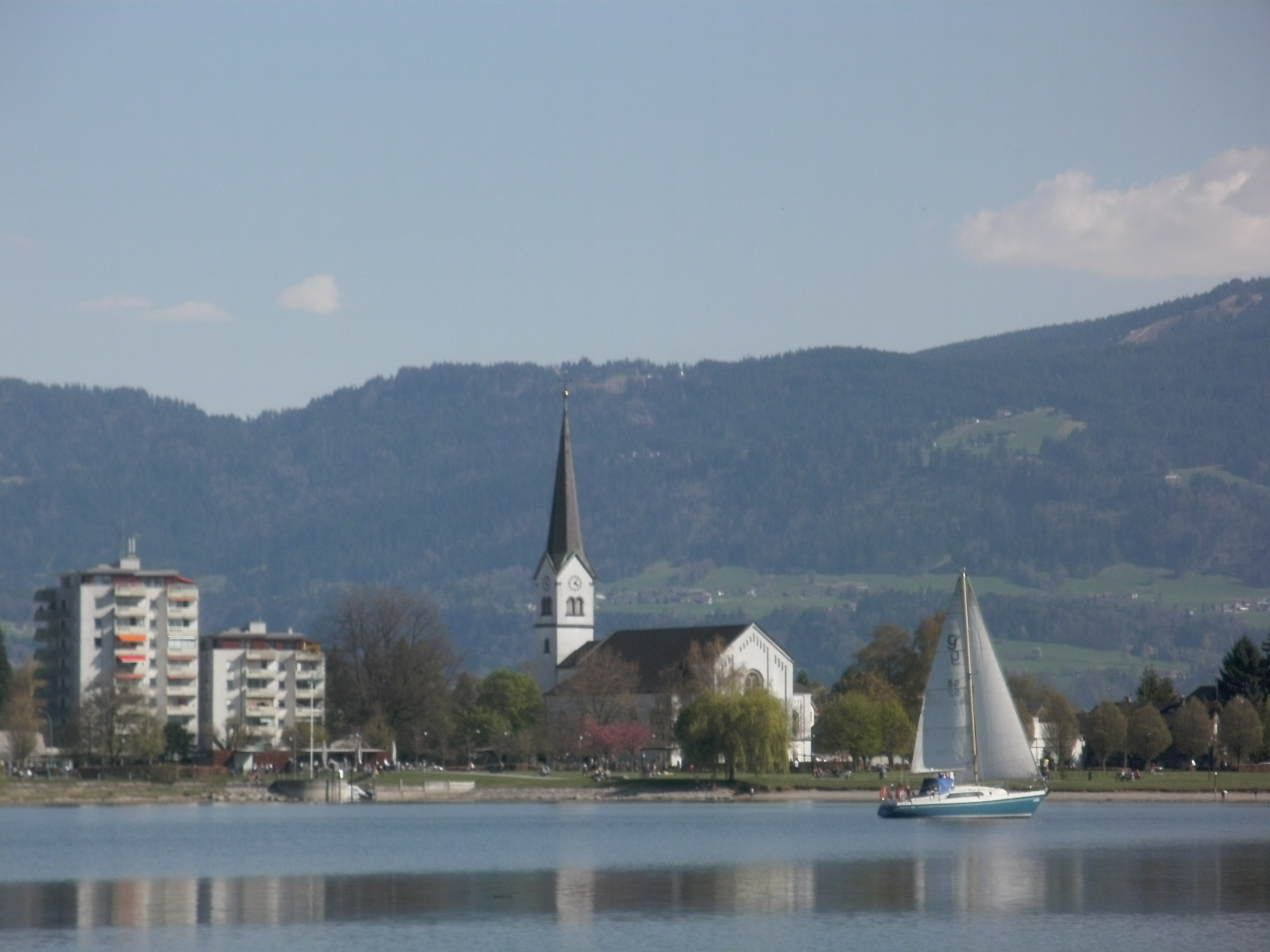
Katholische Pfarrkirche hl. Sebastian in Hard am Bodensee

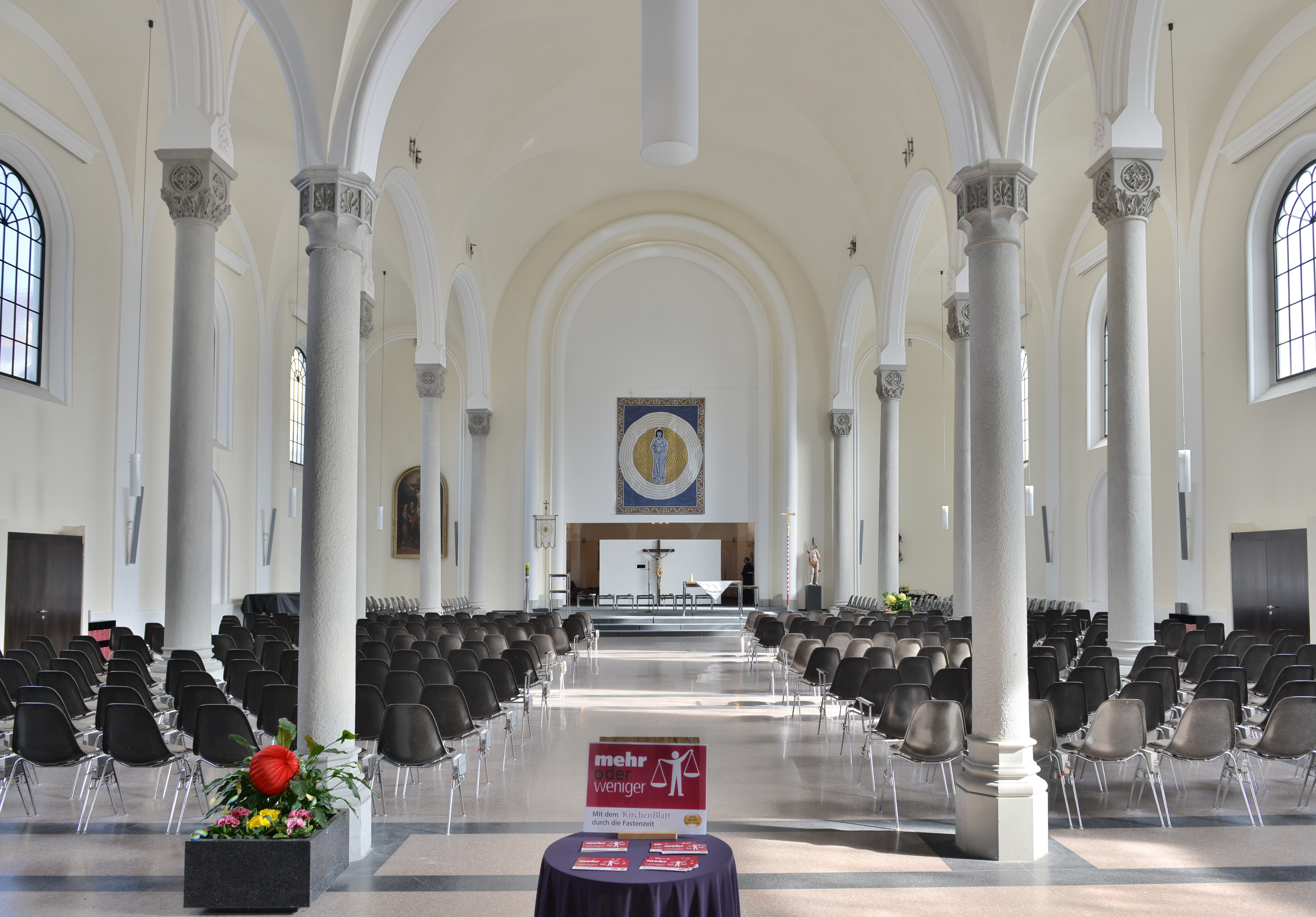
Im Langhaus zum Chor

Die römisch-katholische Pfarrkirche Hard steht an der Uferstraße des Bodensees in der Gemeinde Hard im Bezirk Bregenz in Vorarlberg. Die dem heiligen Sebastian geweihte Pfarrkirche gehört zum Dekanat Bregenz der Diözese Feldkirch. Die Kirche steht unter Denkmalschutz.

## Geschichte
Die ursprüngliche Filiale von Bregenz wurde 1430 zur Lokalkaplanei erhoben und 1646 als Pfarre selbständig. Urkundlich wurde im Anfang des 15. Jahrhunderts eine Kapelle genannt. 1499 wurde ein Friedhof für die Gefallenen der Schlacht bei Hard angelegt. 1684 erfolgte mit Balthasar Brill ein Neubau der Kirche, 1721 wurde ein Turm errichtet. 1862 erfolgten Arbeiten am Chor und Turm. Ein Neubau des Langhauses nach Plänen von Leopold von Claricini wurde 1876 geweiht. 1882 erhielt der Turm einen weiteren Oberbau. 1980 erfolgte eine Restaurierung nach Plänen des Architekten Hans Purin.

## Architektur
Der neuromanische Kirchenbau hat einen Ostturm.
Das Hallenlanghaus mit Mittelschiff und Seitenschiffen steht unter einem gemeinsamen Satteldach. Die Seitenschiffwände haben fünf Rundbogenfenster in Blendnischen mit Rundbogenfries, getrennt mit schmalen Pilasterdiensten. Im Norden und Süden hat die Kirche Portalvorbauten auf vier Säulen. Der Seitenschiffschluss ist jeweils eine Rundapsis unter einem Kegeldach. Die Westfront zeigt sich mit zurückgesetzten Seitenschiffen mit Rundbogenportalen in Blendnischen und über einem Gesims angeordnetem Rundbogenfenster in Blendnische und Bogenfries. Das Mittelschiff zeigt sich in der Westfront mit Wandlisenen als seitliche Begrenzung, das Giebelfeld hat einen Rundbogenfries, das mittige Rundbogenportal hat ein freies Tympanonfeld und eine Holztüre mit Löwenringen.
Der Giebelportikus hat ein Tonnengewölbe auf Säulen und eine Rundbogennische mit gekoppelten Rundbogenfenstern. Der eingezogene Chor steht unter einem Satteldach und hat seitlich Rosettenfenster. Südlich am Chor steht eine zweigeschoßige Sakristei und daneben ein neuer eingeschoßiger Anbau. Der zweigeschoßige Turm mit einem Giebelspitzhelm steht am Chorscheitel, im hohen Untergeschoß sind unter einem umlaufenden Gesims drei Rundbogenschallöffnungen im Norden, Osten und Süden, im Obergeschoß sind gekoppelte Rundbogenschallöffnungen.
Das dreischiffige fünfjochige Langhaus mit einem hohen Mittelschiff und niedrigeren Seitenschiffen ist in allen Schiffen rautenfeldrig kreuzgratgewölbt, den Übergang vom Mittelschiff zu den Seitenschiffen bilden Bogenarkaden mit profilierten Rundstäben auf Säulen und Kapitellen mit neuromanischem Akanthus- und Kreuzblumendekor. Die Gurtbögen ruhen auf Wandlisenen. Der Chorbogen im Mittelschiff hat zwei starke Rundrippen mit Hohlkehle. Der Chorbogen wurde bei der Restaurierung 1980 zugemauert. Die Seitenschiffe schließen mit Rundapsiden ab. Der abgetrennte eingezogene Chor mit Rundapsis wurde 1980 durch eine eingezogene Decke zweigeschoßig, das Untergeschoß wurde Sakraments- und Werktagkapelle mit einem Portal zur Sakristei, das Obergeschoß wurde ein Meditationsraum. Die einjochige fünfachsige Westempore hat ein Kreuzgratgewölbe auf Säulen.

## Ausstattung
An der in den Chorbogen hineingestellten Altarwand hängt ein Kruzifix aus der Zeit um 1700. In der rechten Seitenapsis steht eine Maria mit Kind darstellende Figur aus dem Ende des 18. Jahrhunderts. Es gibt eine Figur hl. Sebastian aus dem Anfang des 18. Jahrhunderts. Die Kreuzwegstationen entstanden im Anfang des 20. Jahrhunderts.
Die Orgel baute 1961 die Orgelbaufirma Reinisch-Pirchner.

## Friedhof
Die Kirche ist im Süden und Osten von einem Friedhof umgeben. Der Friedhof wurde 1899 und 1957 erweitert. Das Missionskreuz stammt von 1871. Das Kriegerdenkmal mit einem Kreuz mit zwei trauernden Frauen schuf 1930 Friol aus Bregenz.